# Junonia metion
Junonia metion är en fjärilsart som beskrevs av Hans Fruhstorfer 1905. Junonia metion ingår i släktet Junonia och familjen praktfjärilar. Inga underarter finns listade i Catalogue of Life.